# Hemiphylacus
Hemiphylacus is een geslacht uit de aspergefamilie. De soorten komen voor in Mexico.

## Soorten
- Hemiphylacus alatostylus
- Hemiphylacus hintoniorum
- Hemiphylacus latifolius
- Hemiphylacus mahindae
- Hemiphylacus novogalicianus